# Бріштамак
Бріштама́к (рос. Бриштамак, башк. Берештамаҡ) — село (колишнє селище) у складі Бєлорєцького району Башкортостану, Росія. Входить до складу Ассинської сільської ради.
Населення — 283 особи (2010; 261 в 2002).
Національний склад:
- башкири — 95%